# Leichtathletik-Weltmeisterschaften 2011/20 km Gehen der Frauen

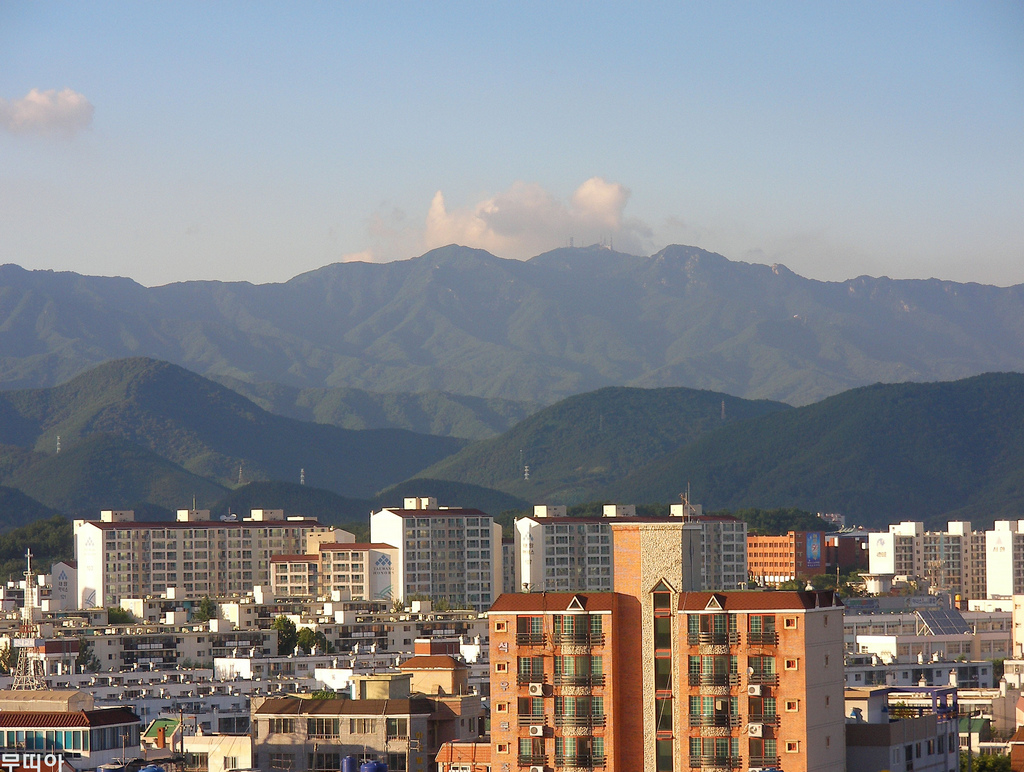
Die Stadt Daegu mit Bergpanorama im Jahr 2007

Das 20-km-Gehen der Frauen bei den Leichtathletik-Weltmeisterschaften 2011 wurde am 31. August 2011 in den Straßen der südkoreanischen Stadt Daegu ausgetragen.
Mit Gold und Bronze errangen die chinesischen Geherinnen in diesem Wettbewerb zwei Medaillen. Es siegte die Vizeweltmeisterin von 2009 Liu Hong. Sie gewann vor der italienischen Olympiadritten von 2008 und EM-Dritten von 2006 Elisa Rigaudo. Bronze ging an Qoijing Gyi.

## Bestehende Rekorde
| Weltrekord               | 1:25:08 h | Wera Sokolowa     | Sotschi, Russland             | 26. Februar 2011 |
| Weltmeisterschaftsrekord | 1:25:41 h | Olimpiada Iwanowa | WM 2005 in Helsinki, Finnland | 7. August 2005   |

Der bestehende WM-Rekord wurde bei diesen Weltmeisterschaften nicht eingestellt und nicht verbessert.

## Doping
In diesem Wettbewerb traten fünf Geherinnen an, die gegen die Antidopingbestimmungen verstoßen hatten.
- Olga Kaniskina, Russland, zunächst Rang 1. Alle Resultate der Geherin vom 15. August 2009 bis zum 15. Oktober 2012 wurden wegen Unregelmäßigkeiten in ihrem Biologischen Pass annulliert. Außerdem wurde sie rückwirkend für 38 Monate gesperrt, was jedoch faktisch keine Auswirkungen mehr hatte, weil Kaniskina inzwischen vom Leistungssport zurückgetreten war.[2]
- Anissja Kirdjapkina, Russland, zunächst Dritte, nach Kaniskinas Disqualifikation zunächst aufgerückt auf Rang 2. Sie wurde vom Internationalen Sportgerichtshof CAS wegen Blutauffälligkeiten für drei Jahre gesperrt. Ihre bei den Weltmeisterschaften 2011 und 2013 gewonnenen Medaillen musste sie zurückgeben.[3]
- Olena Schumkina, Ukraine, zunächst Zwölfte. Sie wurde wegen auffälliger Blutwerte in ihrem Biologischen Pass für dreieinhalb Jahre gesperrt. Ihre seit Mai 2011 erzielten Ergebnisse wurden gestrichen.[4]
- Tatjana Minejewa, Russland, zunächst Siebzehnte. Sie wurde wegen abnormaler Blutwerte, die aus ihrem Biologischen Pass hervorgingen, für zwei Jahre gesperrt. Ihre seit dem 12. Juli 2011 erzielten Resultate wurden annulliert.[5]
- Semiha Mutlu, Türkei, Ziel nicht erreicht. Sie wurde wegen Verstoßes gegen die Antidopingbestimmungen, festgestellt für den 20. August 2011, für zweieinhalb Jahre bis zum 2. September 2017 gesperrt. Unter anderem ihr bei diesen Weltmeisterschaften erzieltes Ergebnis wurde gestrichen.[6]

Benachteiligt wurden in erster Linie zwei Athletinnen im Bereich der Medaillen. Auf der Grundlage der hier erzielten Ergebnisse waren dies:
- Liu Hong. Volksrepublik China – Sie wurde erst nach Jahren als Weltmeisterin anerkannt.
- Qoijing Gyi. Volksrepublik China – Ihr wurde die Bronzemedaille erst nach Jahren überreicht und sie konnte nicht an der Siegerehrung teilnehmen.

## Durchführung
Hier gab es keine Vorrunde, alle fünfzig Geherinnen traten gemeinsam zum Finale an.

## Ergebnis

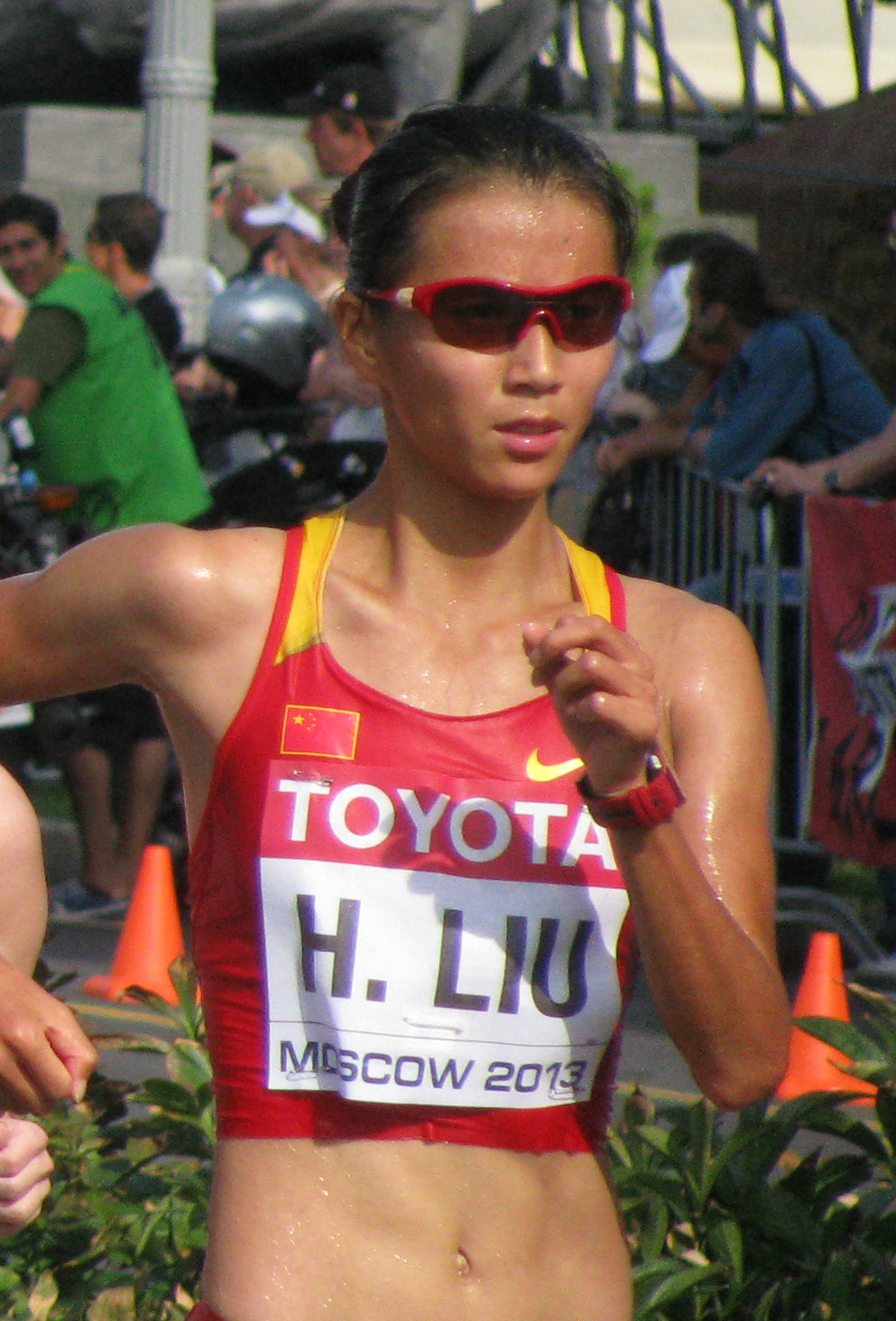
Liu Hong – 2009 auf Platz zwei und nun Weltmeisterin

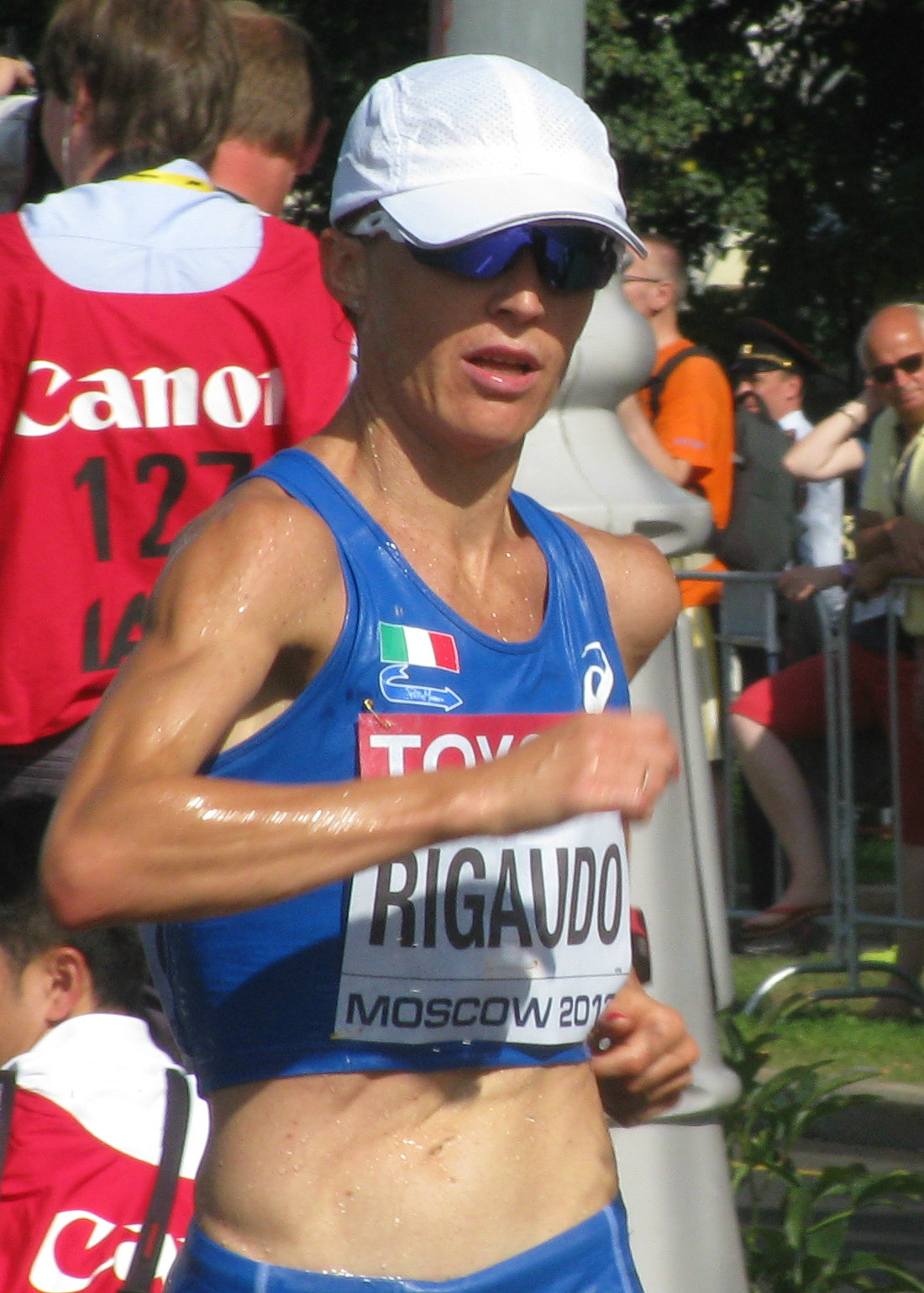
Vizeweltmeisterin wurde die Olympiadritte von 2008 und EM-Dritte von 2006 Elisa Rigaudo

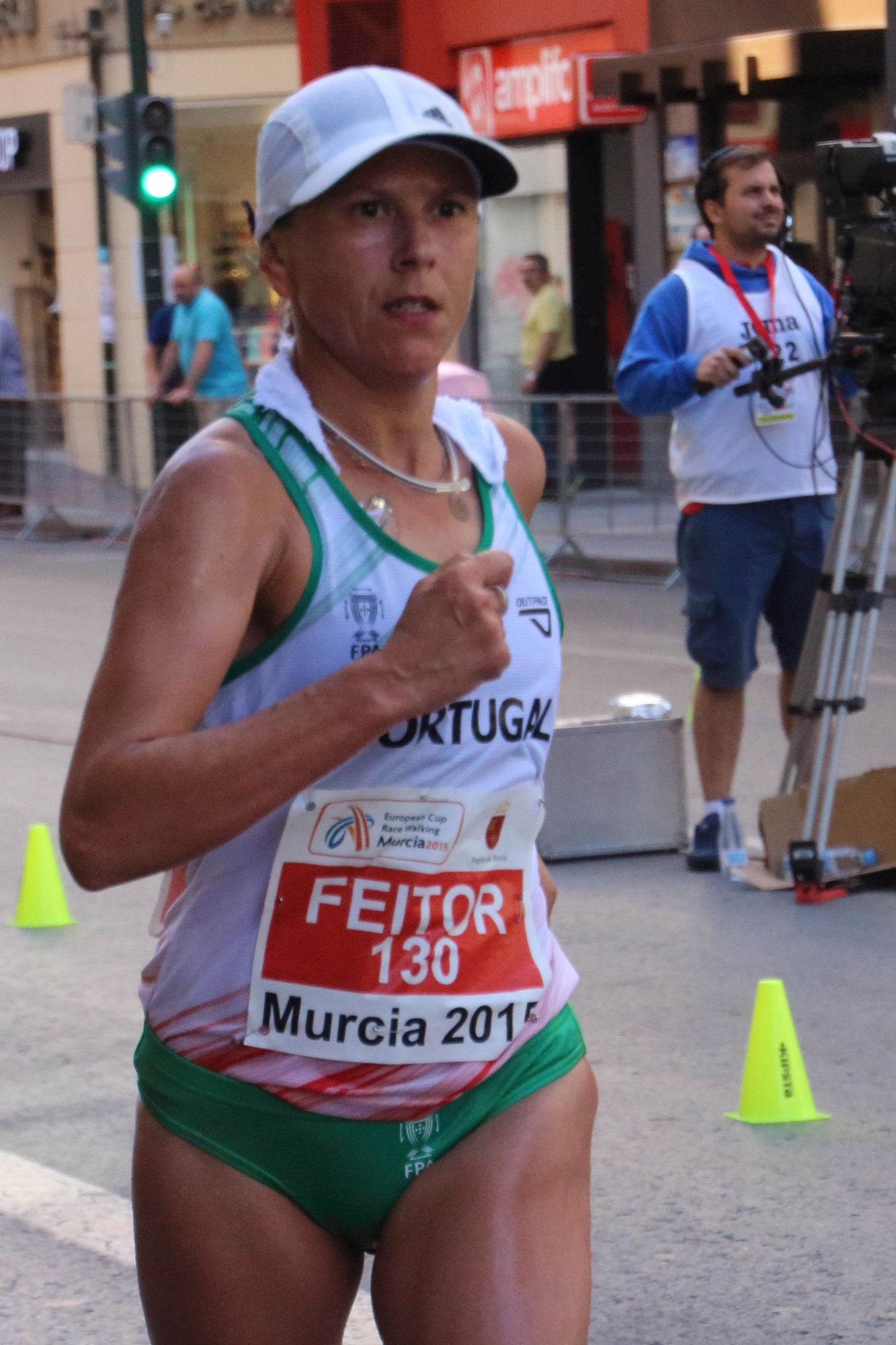
Susana Feitor kam auf den vierten Platz

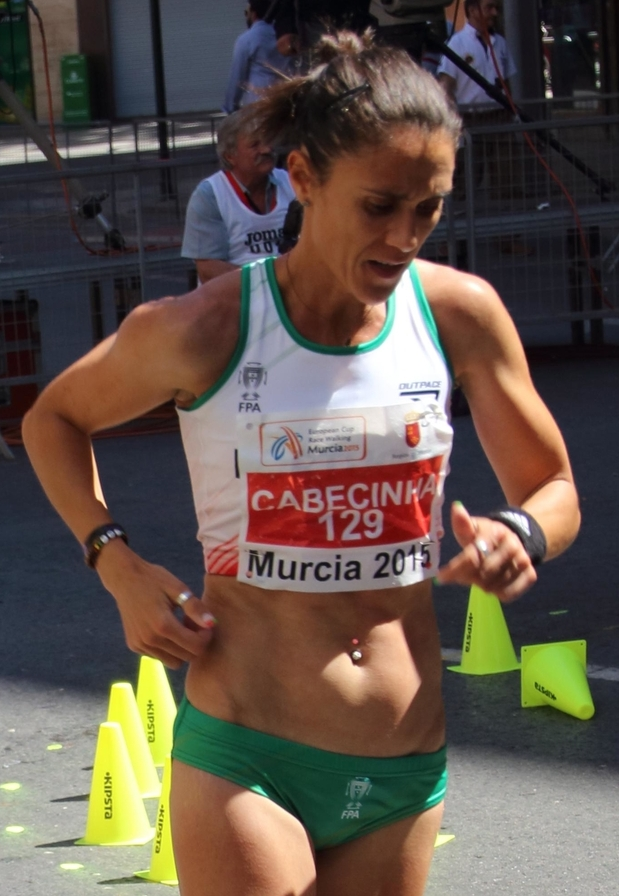
Ana Cabecinha – hier im Jahr 2015 – belegte Rang fünf

31. August 2011, 9:00 Uhr
| Platz | Name                       | Nation              | Zeit (h) |
| ----- | -------------------------- | ------------------- | -------- |
| 1     | Liu Hong                   | Volksrepublik China | 1:30:00  |
| 2     | Elisa Rigaudo              | Italien             | 1:30:44  |
| 3     | Qoijing Gyi                | Volksrepublik China | 1:31:14  |
| 4     | Susana Feitor              | Portugal            | 1:31:26  |
| 5     | Ana Cabecinha              | Portugal            | 1:31:36  |
| 6     | Kristina Saltanovič        | Litauen             | 1:31:40  |
| 7     | Beatriz Pascual            | Spanien             | 1:31:46  |
| 8     | Inês Henriques             | Portugal            | 1:32:06  |
| 9     | Wera Sokolowa              | Russland            | 1:32:13  |
| 10    | María Vasco                | Spanien             | 1:32:42  |
| 11    | Gao Ni                     | Volksrepublik China | 1:32:49  |
| 12    | Regan Lamble               | Australien          | 1:33:38  |
| 13    | Olive Loughnane            | Irland              | 1:34:02  |
| 14    | Nastassja Jazewitsch       | Belarus             | 1:34:09  |
| 15    | Jamy Franco                | Guatemala           | 1:34:36  |
| 16    | Kumi Otoshi                | Japan               | 1:34:37  |
| 17    | Claire Woods               | Australien          | 1:34:46  |
| 18    | Mayumi Kawasaki            | Japan               | 1:35:03  |
| 19    | Johanna Atkinson           | Großbritannien      | 1:35:32  |
| 20    | Nadija Borowska            | Ukraine             | 1:35:38  |
| 21    | Lucie Pelantová            | Tschechien          | 1:35:45  |
| 22    | Jeon Yeongeun              | Südkorea            | 1:35:52  |
| 23    | Claudia Ștef               | Rumänien            | 1:36:55  |
| 24    | Agnese Pastare             | Lettland            | 1:37:48  |
| 25    | Brigita Virbalytė-Dimšienė | Litauen             | 1:38:39  |
| 26    | Maria Michta               | USA                 | 1:38:54  |
| 27    | Mária Czaková              | Slowakei            | 1:39:07  |
| 28    | Arabelly Orjuela           | Kolumbien           | 1:39:28  |
| 29    | Ingrid Hernández           | Kolumbien           | 1:39:53  |
| 30    | Zuzana Schindlerová        | Tschechien          | 1:39:57  |
| 31    | Marie Polli                | Schweiz             | 1:40:28  |
| 32    | Milángela Rosales          | Venezuela           | 1:40:49  |
| 33    | Rachel Seaman              | Kanada              | 1:43:31  |
| 34    | Grace Wanjiru Njue         | Kenia               | 1:43:59  |
| 35    | Yadira Guamán              | Ecuador             | 1:45:15  |
| 36    | Chaima Trabelsi            | Tunesien            | 1:46:29  |
| DNF   | Masumi Fuchise             | Japan               |          |
| DNF   | Sabine Krantz              | Deutschland         |          |
| DNF   | Melanie Seeger             | Deutschland         |          |
| DSQ   | Neringa Aidietytė          | Litauen             |          |
| DSQ   | Claudia Balderrama         | Bolivien            |          |
| DSQ   | Olha Iakovenko             | Ukraine             |          |
| DSQ   | Viktória Madarász          | Ungarn              |          |
| DSQ   | María José Poves           | Spanien             |          |
| DSQ   | María Guadalupe Sánchez    | Mexiko              |          |
| DOP   | Olga Kaniskina             | Russland            | 1:29:42  |
| DOP   | Anissja Kirdjapkina        | Russland            | 1:30:13  |
| DOP   | Olena Schumkina            | Ukraine             | 1:32:17  |
| DOP   | Tatjana Minejewa           | Russland            | 1:34:08  |
| DOP   | Semiha Mutlu               | Türkei              | DNF      |

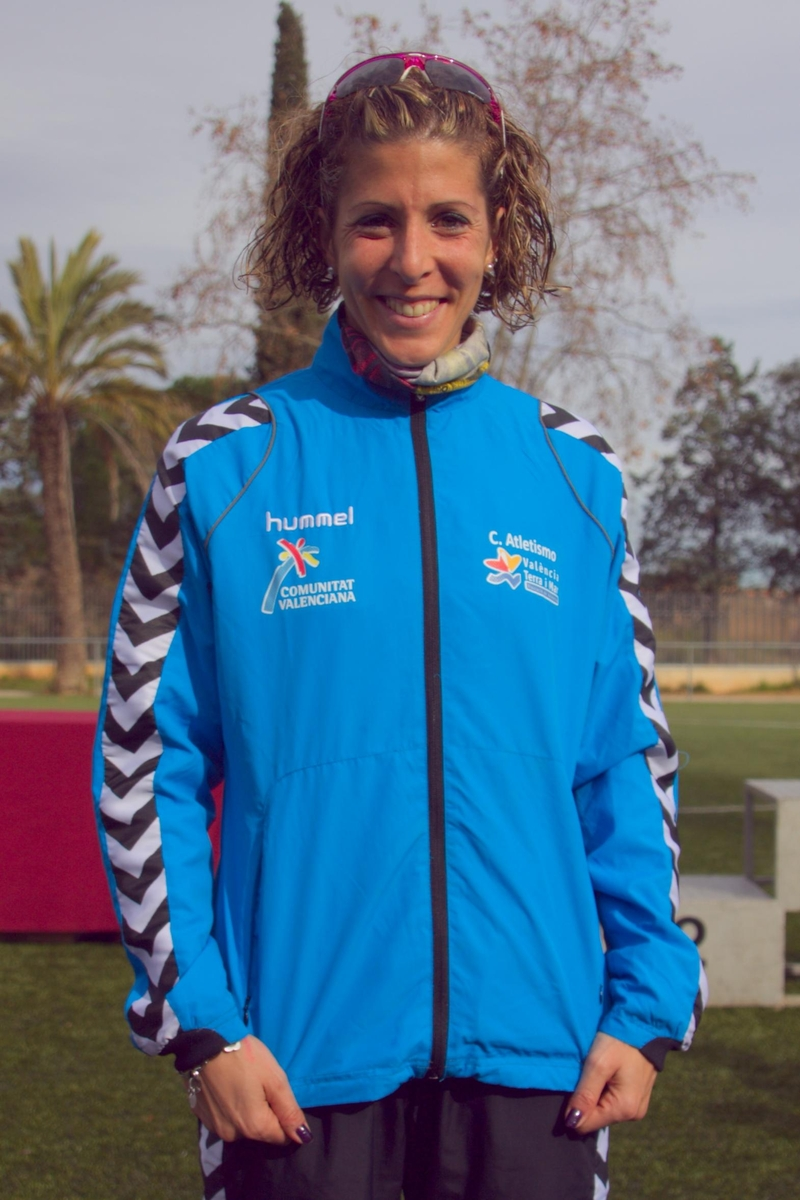
Beatriz Pascual erreichte Platz sieben
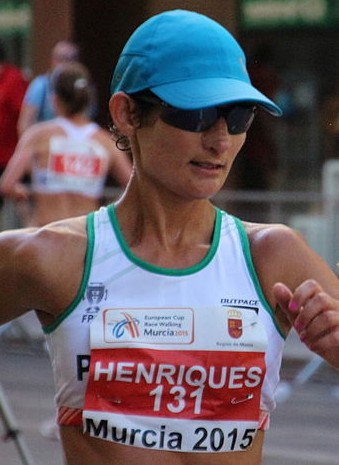
Die achtplatzierte Inês Henriques
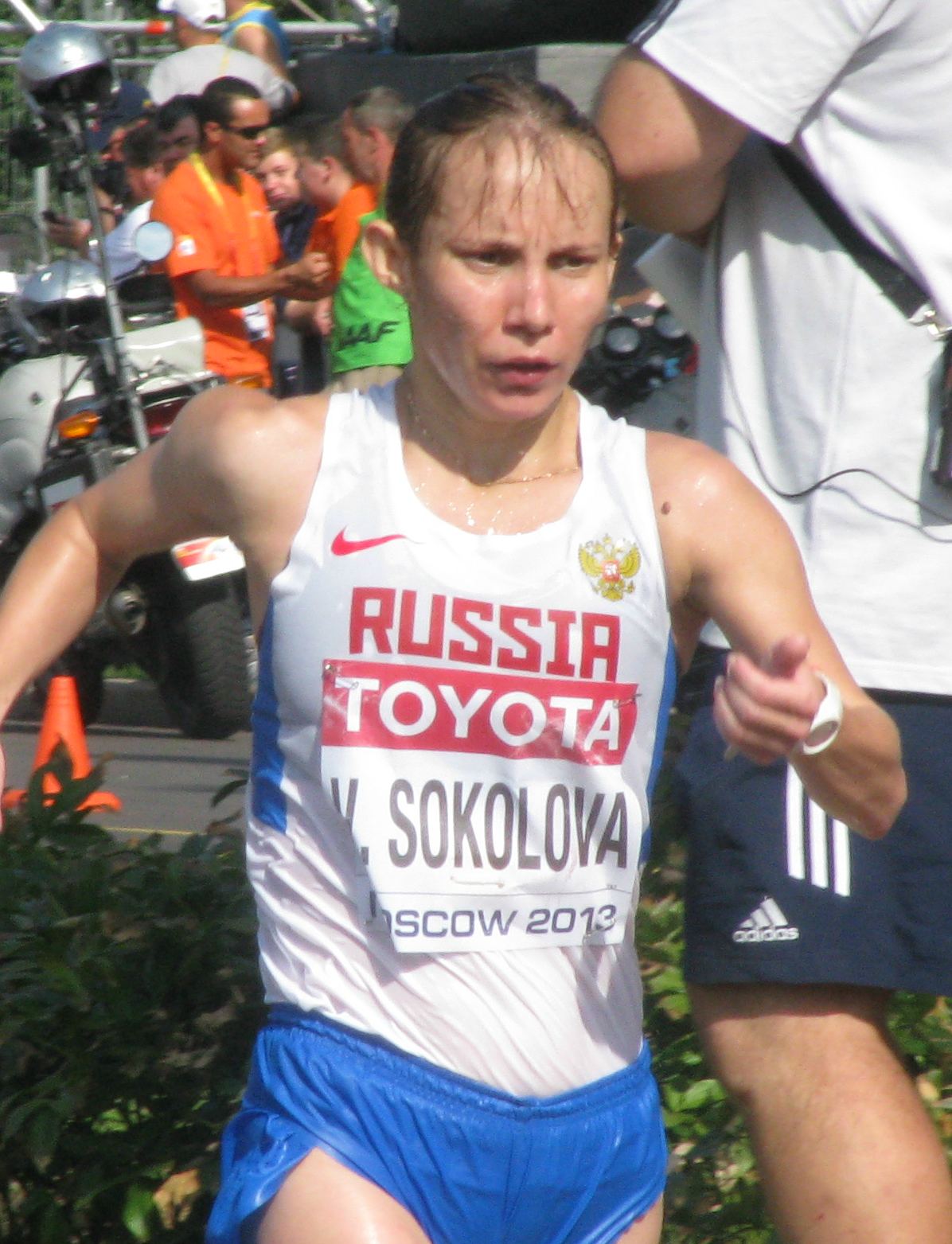
Die Weltrekordinhaberin Wera Sokolowa musste sich mit Rang neun begnügen
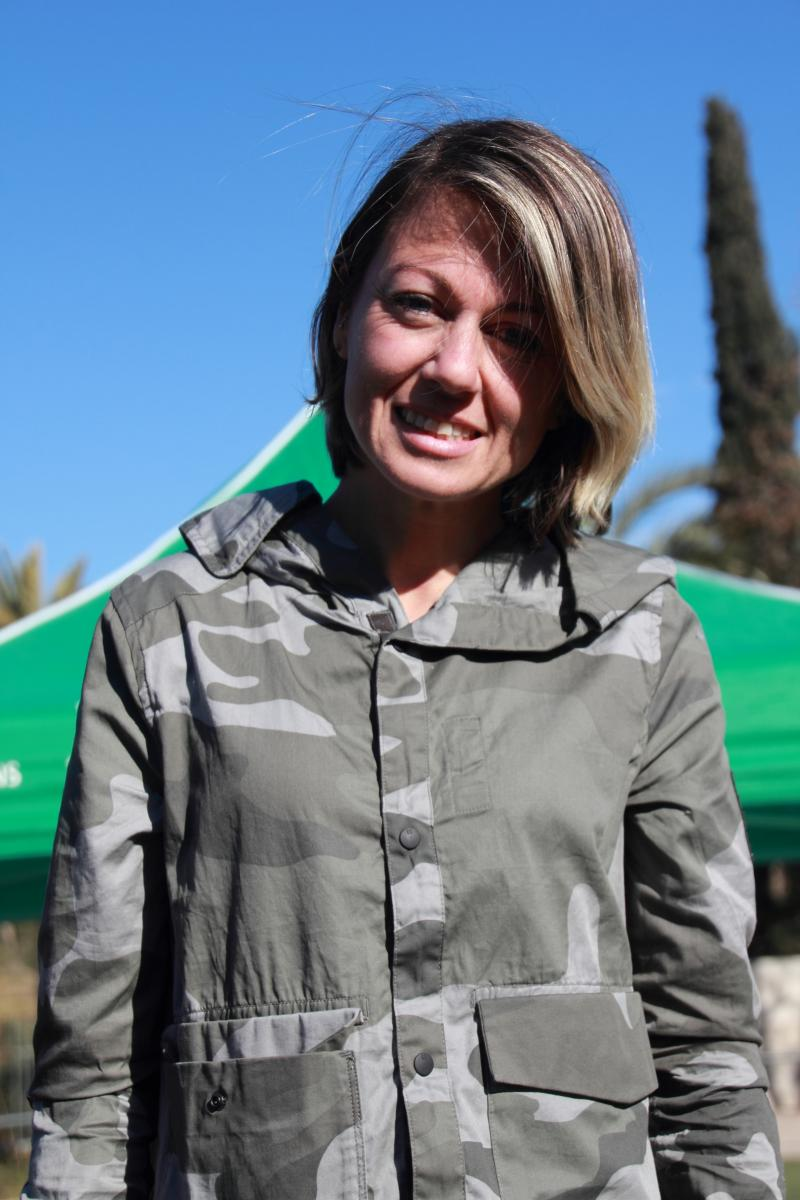
María Vasco, 2007 WM-Dritte, kam auf den zehnten Platz
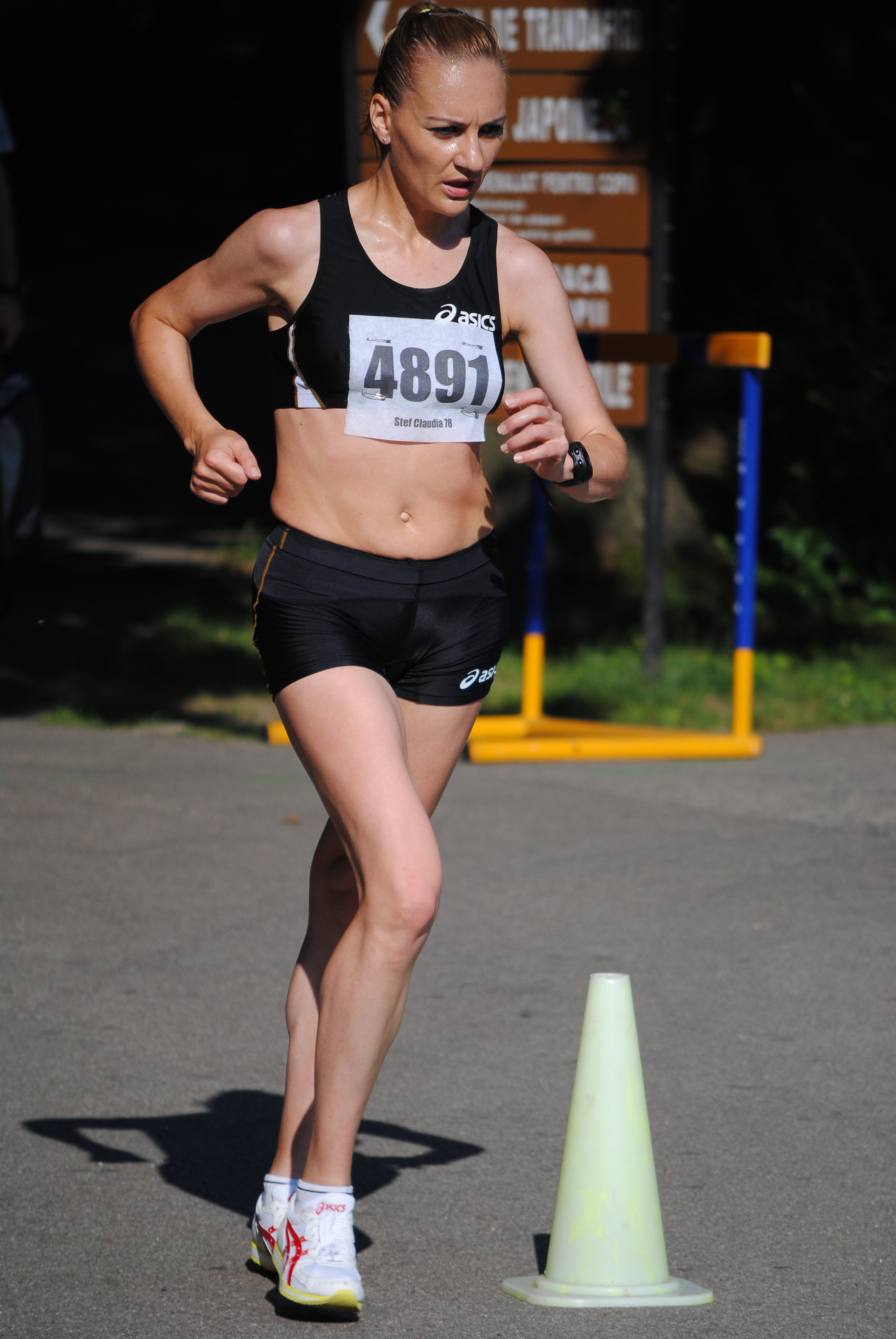
Claudia Ștef – Rang 23
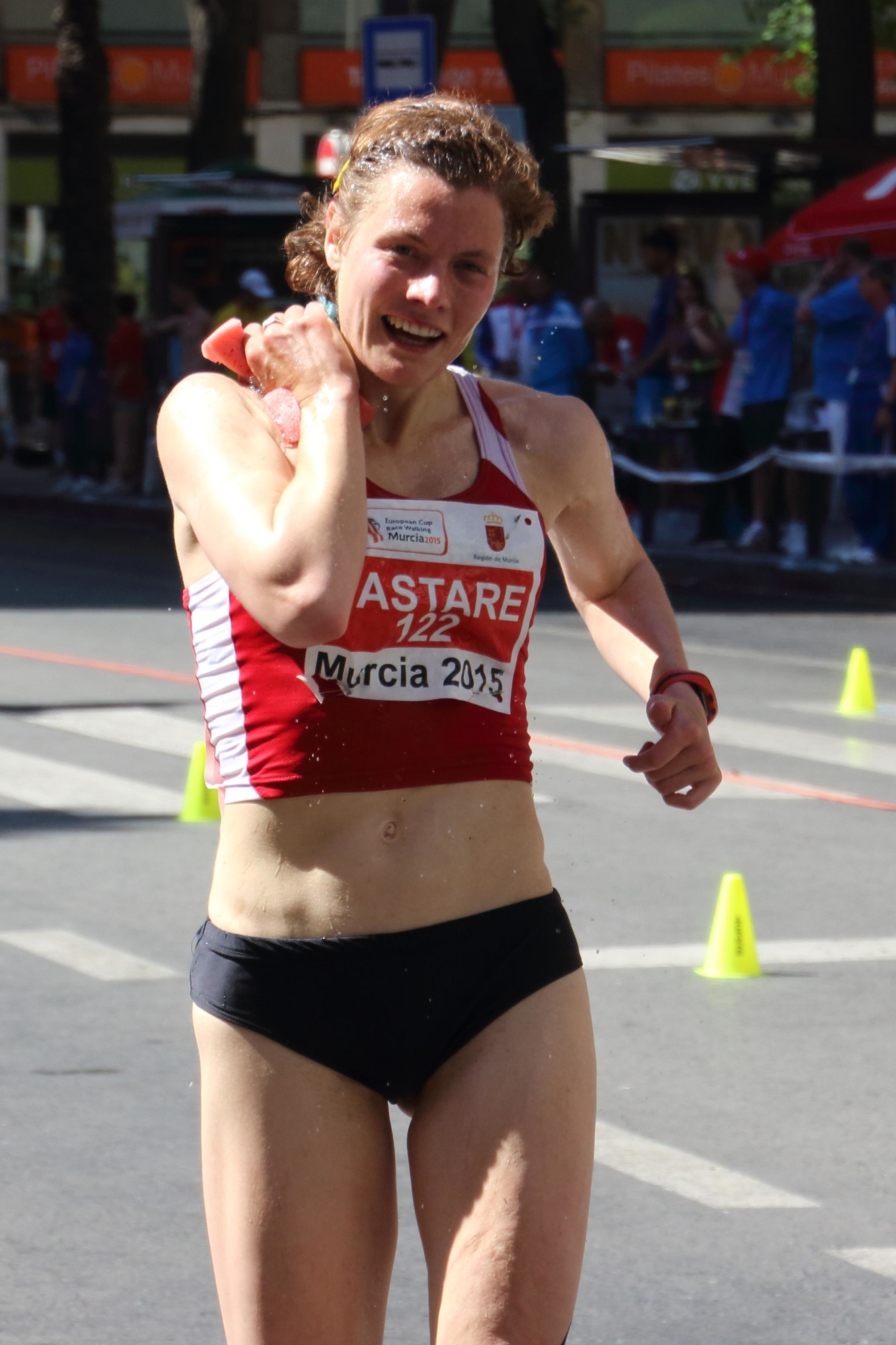
Agnese Pastare – Rang 24
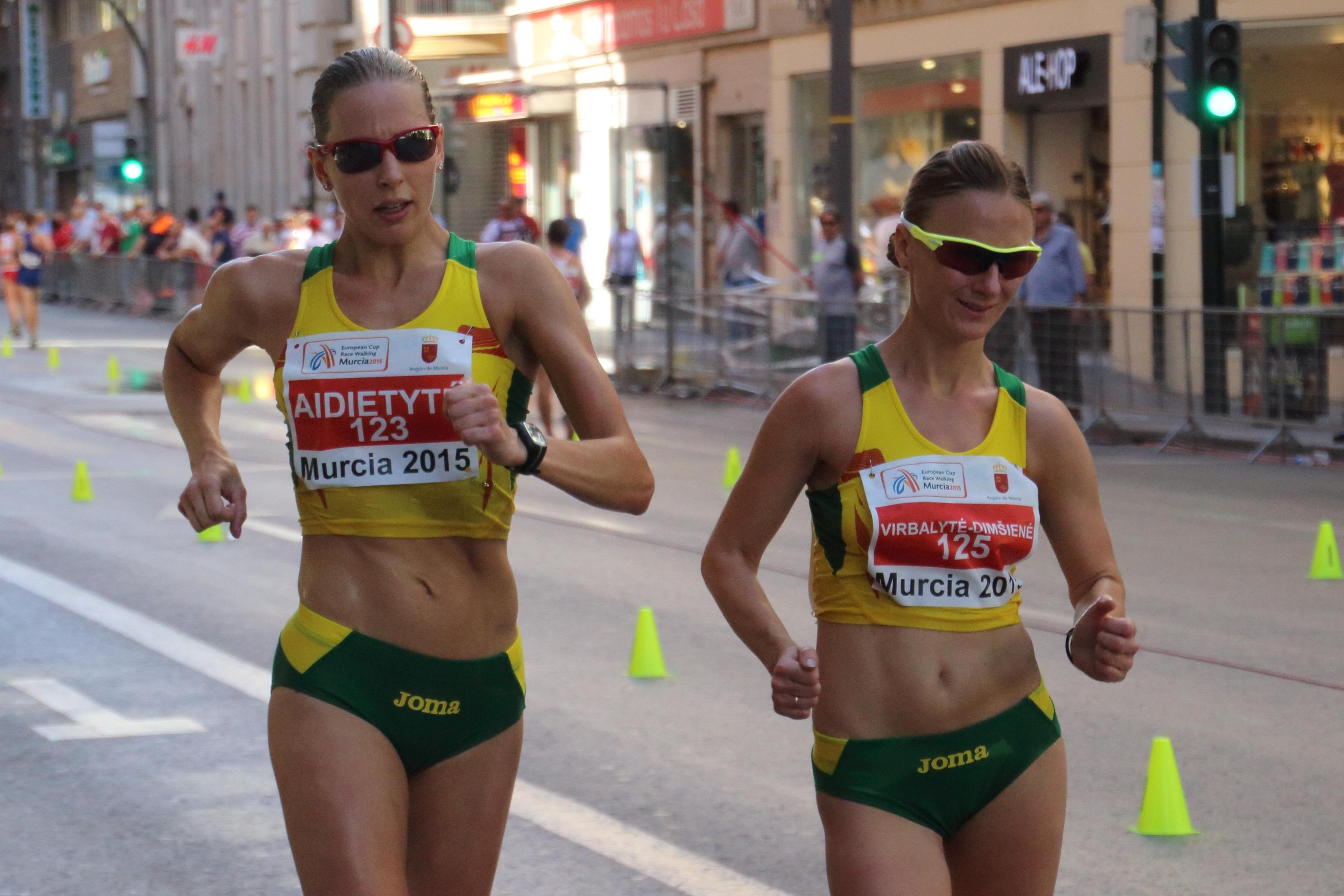
Platz 25 für Brigita Virbalytė-Dimšienė (rechts)
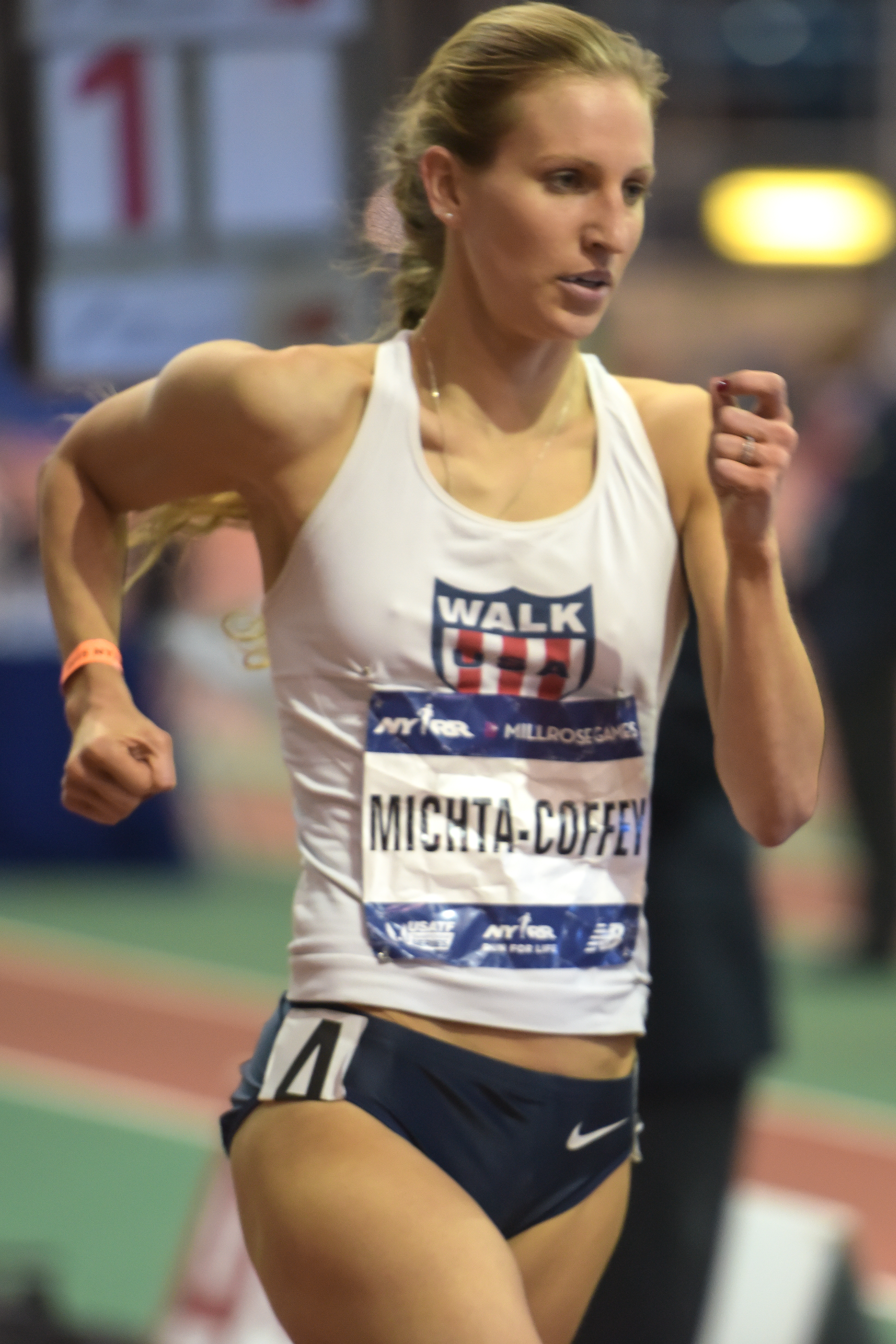
Maria Michta – Rang 26
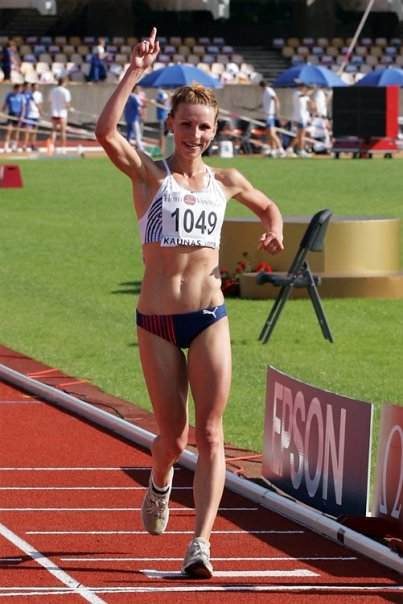
Zuzana Schindlerová – Rang dreißig
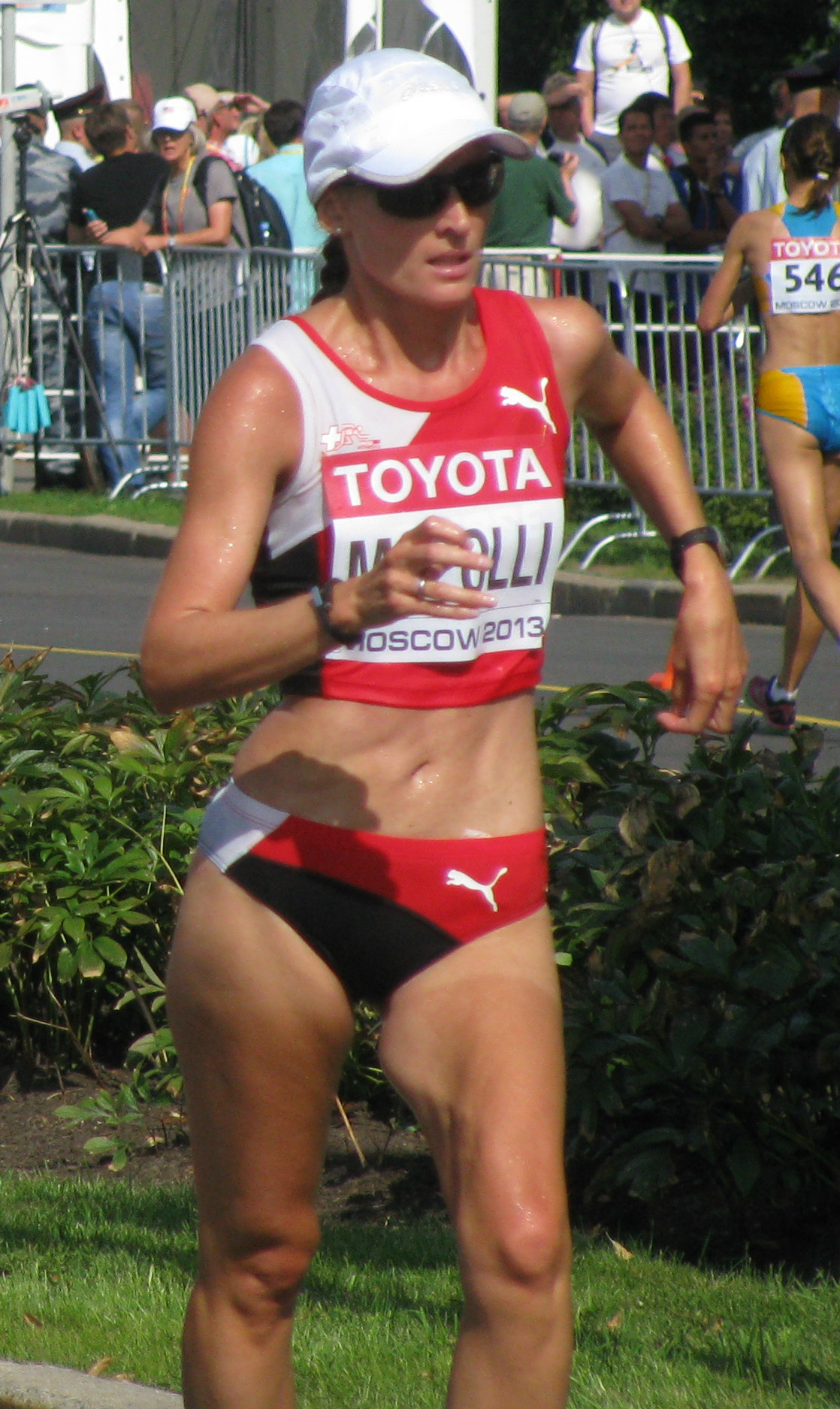
Marie Polli – Rang 31
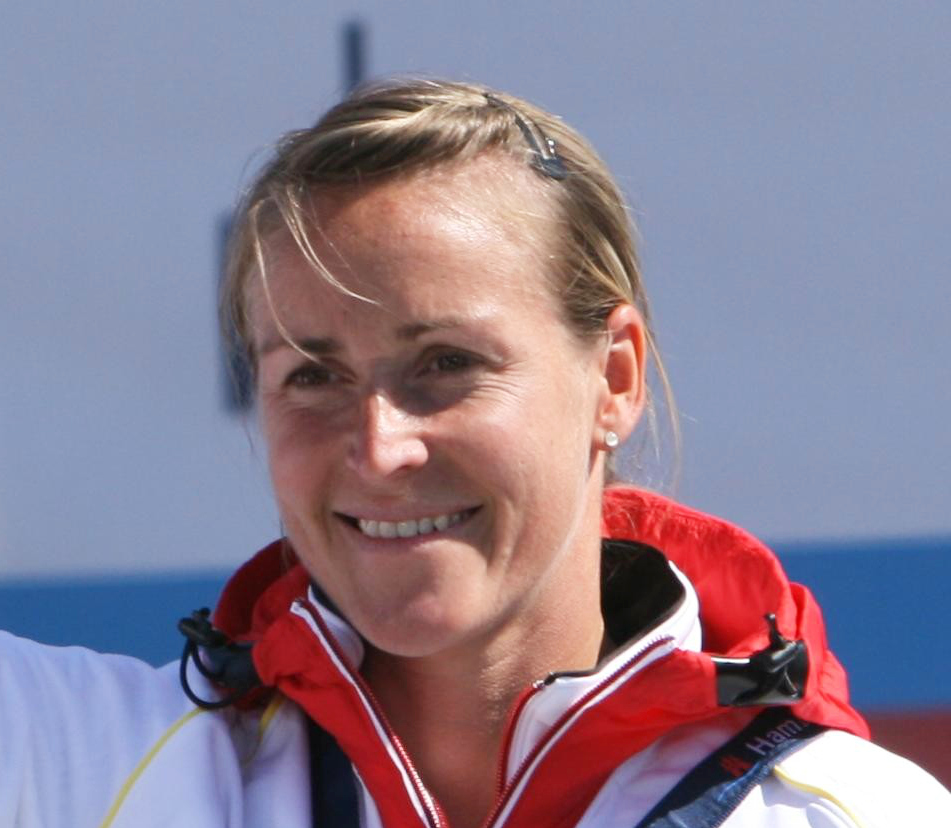
Melanie Seeger – Wettkampf nicht beendet
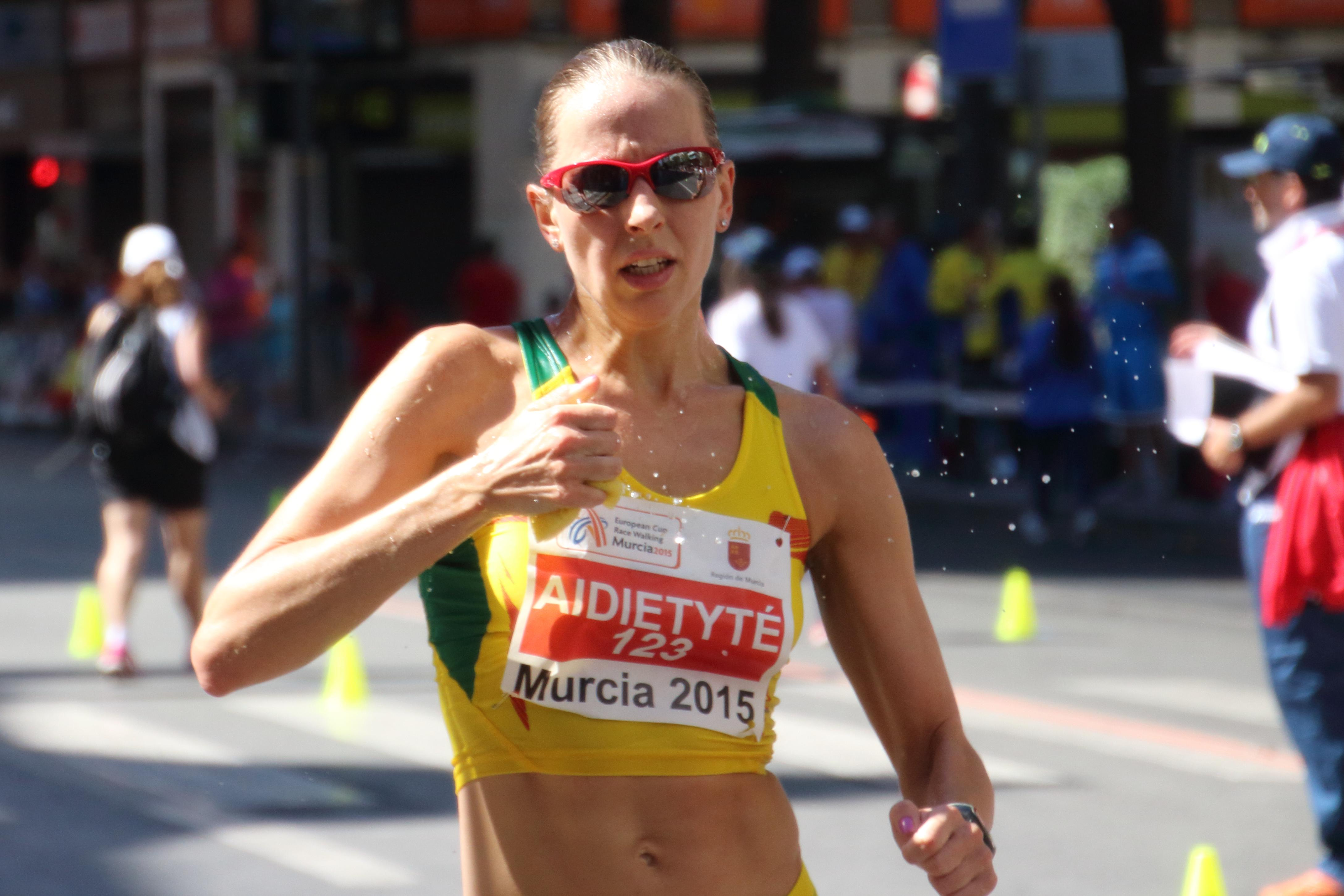
Neringa Aidietytė – disqualifiziert
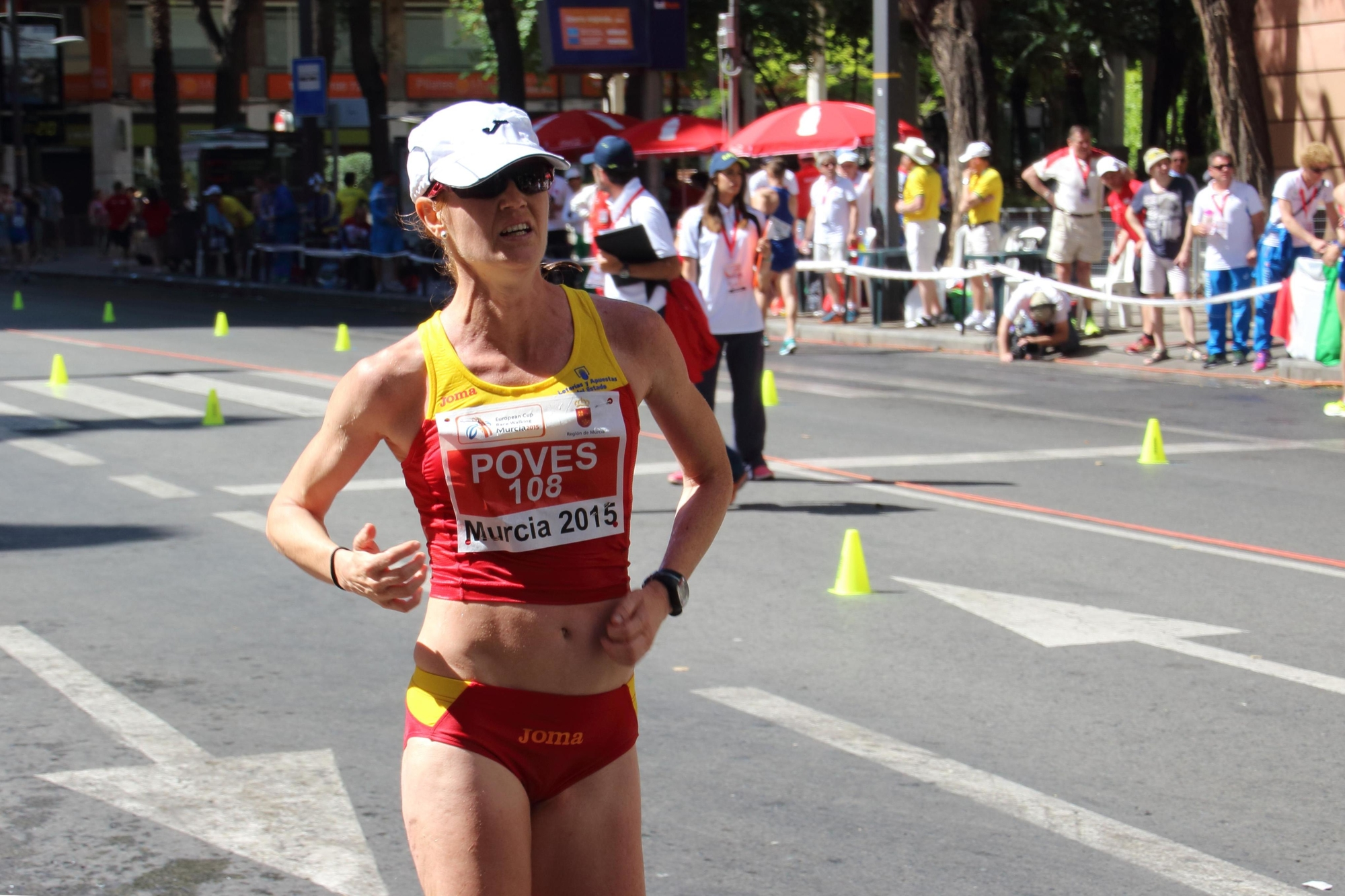
María José Poves – disqualifiziert
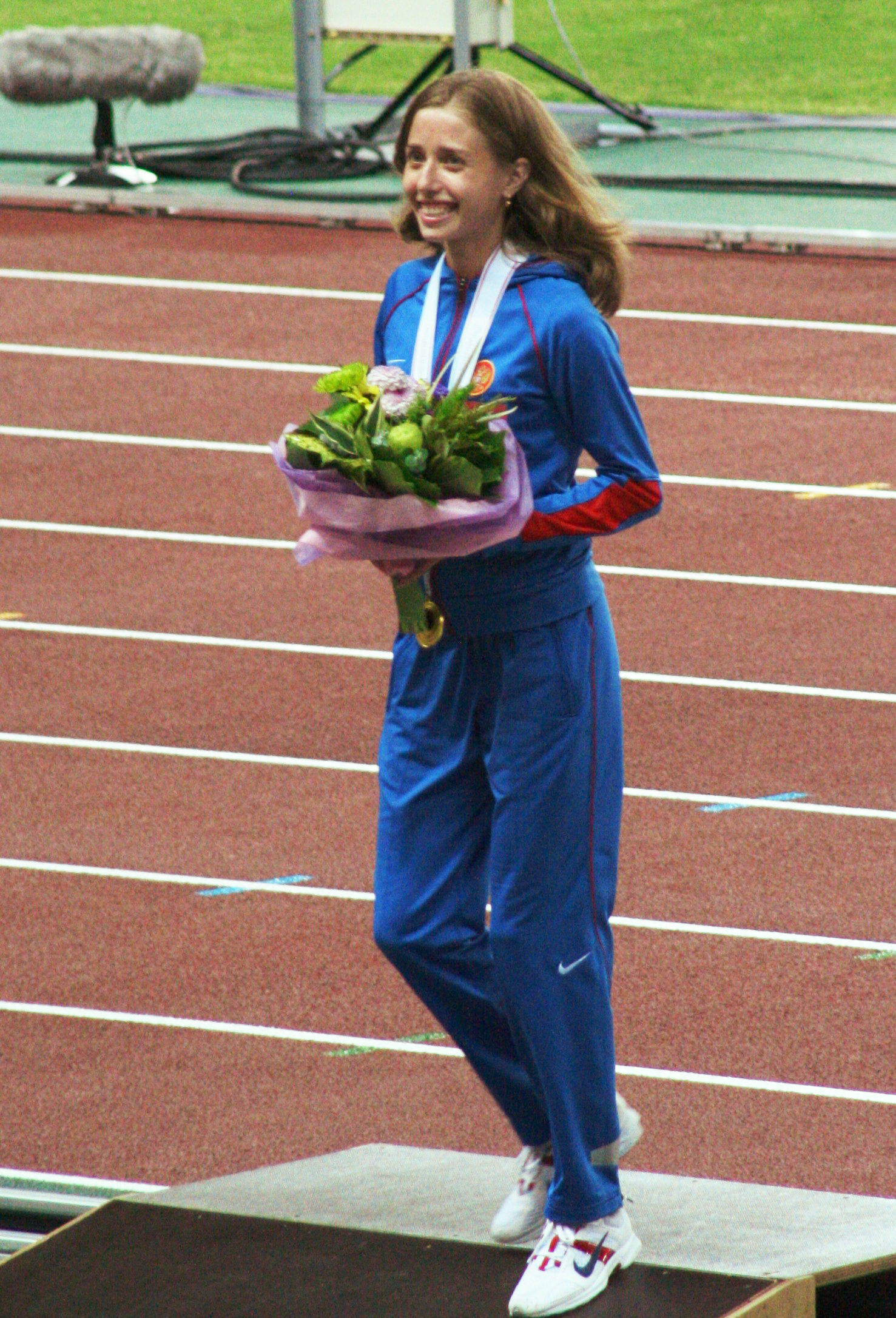
Olga Kaniskina – hier nach ihrem WM-Sieg 2007 – wurde wegen Dopingbetrugs disqualifiziert

## Video
- Women's 20km Walk, youtube.com, abgerufen am 7. Januar 2021